# Brombos
Brombos est une commune française située dans le département de l'Oise en région Hauts-de-France.

## Géographie

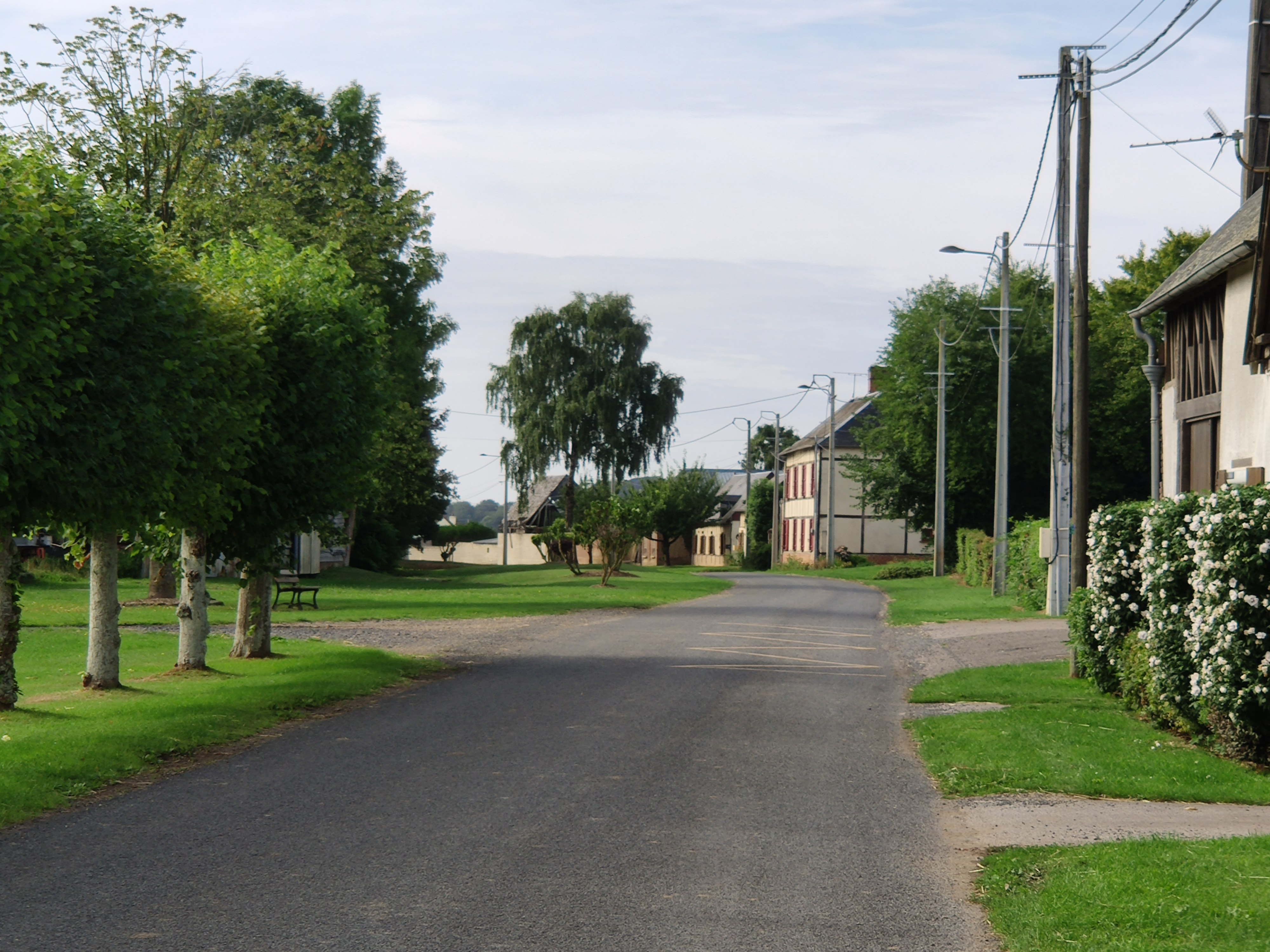
La rue Verte.

### Localisation
Brombois est un village rural picard verdoyant du Beauvaisis situé à 5 km à l'ouest de Grandvilliers, à 29 km au nord-ouest de Beauvais, 41 km au sud-ouest d'Amiens et 61 km au nord-est de Rouen.
Il est traversé du nord au sud par une petite route dont le caractère rectiligne rappelle qu'elle fut une voie romaine, et, d'est en ouest, par la RD 96, qui relie le village de Feuquières à Thieuloy-Saint-Antoine.
Sa superficie est de 690 ha et son altitude varie de 173 m à 206 m.

### Communes limitrophes
|            | Sarcus     | Grandvilliers |
| Feuquières | Brombos    | Briot         |
| Hautbos    | Saint-Maur |               |

### Hydrographie
La commune est traversée par la ligne de partage des eaux entre les bassins hydrographiques Artois-Picardie et Seine-Normandie. Elle n'est drainée par aucun cours d'eau.
En 1840, la nappe phréatique se trouvait à dix mètres environ du sol.
En 2002, l'eau potable était fournie par un captage situé au cœur du village, mais qui dépassait fortement le seuil toléré est de 0,1 µg et le seuil d'alerte à 0,40 µg pour le désethyl-atrazine, pesticide produit de la dégradation de l'atrazine, utilisée notamment pour désherber le maïs.

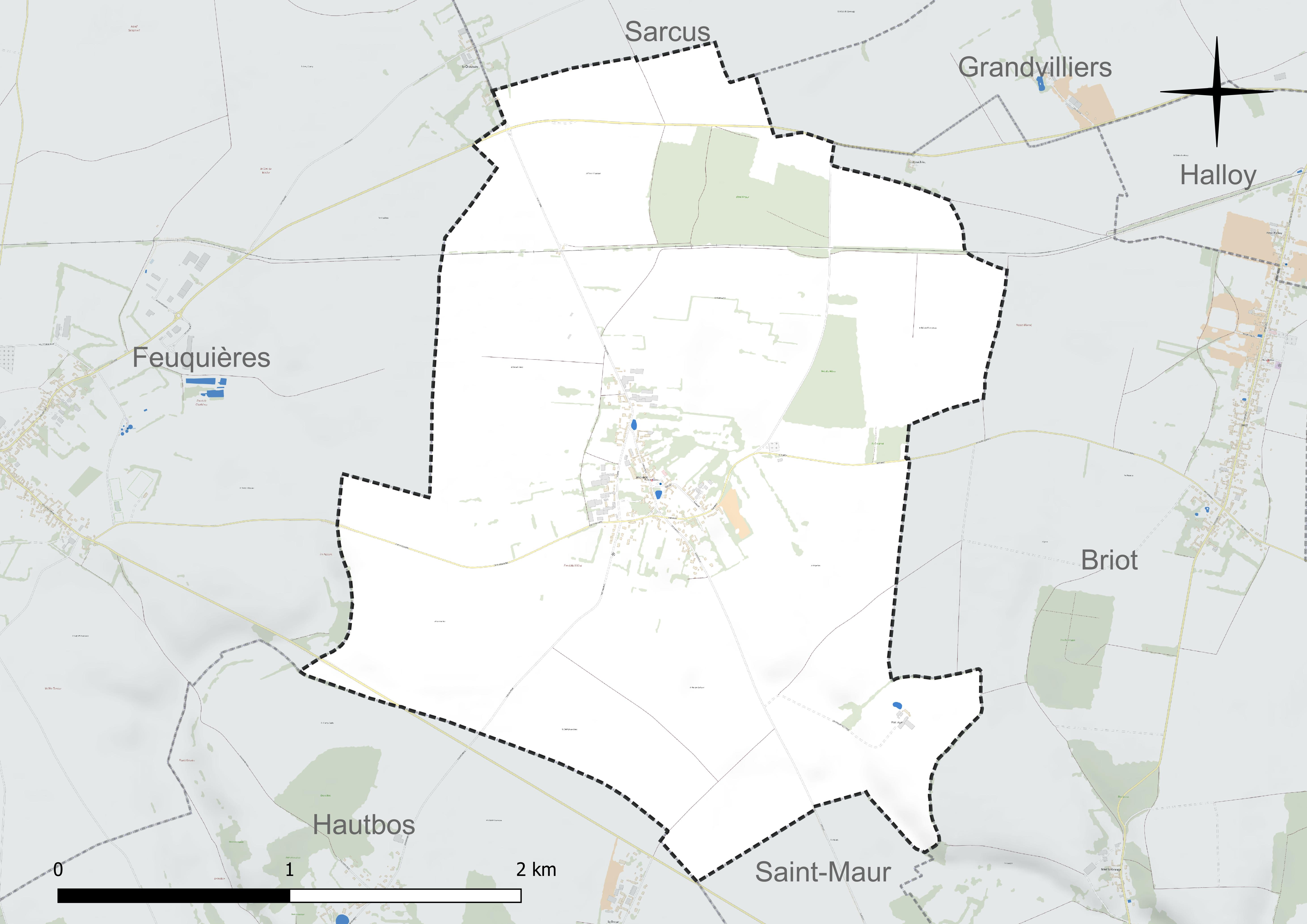
Réseau hydrographique de Brombos.

### Climat
Pour des articles plus généraux, voir Climat des Hauts-de-France et Climat de l'Oise.
En 2010, le climat de la commune est de type climat océanique dégradé des plaines du Centre et du Nord, selon une étude du CNRS s'appuyant sur une série de données couvrant la période 1971-2000. En 2020, Météo-France publie une typologie des climats de la France métropolitaine dans laquelle la commune est exposée à un climat océanique et est dans la région climatique  Côtes de la Manche orientale, caractérisée par un faible ensoleillement (1 550 h/an) ; forte humidité de l'air (plus de 20 h/jour avec humidité relative > 80 % en hiver), vents forts fréquents. 
Pour la période 1971-2000, la température annuelle moyenne est de 9,7 °C, avec une amplitude thermique annuelle de 14,9 °C. Le cumul annuel moyen de précipitations est de 841 mm, avec 12,6 jours de précipitations en janvier et 8,6 jours en juillet. Pour la période 1991-2020, la température moyenne annuelle observée sur la station météorologique la plus proche, située sur la commune de Saint-Arnoult à 5 km à vol d'oiseau, est de 10,4 °C et le cumul annuel moyen de précipitations est de 797,2 mm,. Pour l'avenir, les paramètres climatiques de la commune estimés pour 2050 selon différents scénarios d'émission de gaz à effet de serre sont consultables sur un site dédié publié par Météo-France en novembre 2022.
| Mois                                  | jan.          | fév.           | mars           | avril         | mai           | juin          | jui.          | août         | sep.          | oct.          | nov.          | déc.           | année     |
| ------------------------------------- | ------------- | -------------- | -------------- | ------------- | ------------- | ------------- | ------------- | ------------ | ------------- | ------------- | ------------- | -------------- | --------- |
| Température minimale moyenne (°C)     | 1,1           | 1,2            | 2,7            | 4,5           | 7,4           | 10,5          | 12,3          | 12,4         | 10            | 7,9           | 4,5           | 1,7            | 6,3       |
| Température moyenne (°C)              | 3,5           | 4              | 6,5            | 9,6           | 12,4          | 15,8          | 17,9          | 17,7         | 14,9          | 11,4          | 7,1           | 4,1            | 10,4      |
| Température maximale moyenne (°C)     | 6             | 6,9            | 10,3           | 14,6          | 17,5          | 21,2          | 23,4          | 23           | 19,8          | 15            | 9,8           | 6,5            | 14,5      |
| Record de froid (°C) date du record   | −13 18.01.13  | −12,6 12.02.12 | −11,5 04.03.05 | −4,5 07.04.08 | −0,8 06.05.19 | 2,5 14.06.05  | 5 31.07.07    | 4,9 21.08.14 | 2,4 30.09.18  | −3,8 29.10.03 | −5,4 30.11.16 | −12,1 26.12.10 | −13 2013  |
| Record de chaleur (°C) date du record | 14,1 09.01.15 | 17,9 27.02.19  | 23,2 31.03.21  | 25,7 20.04.18 | 29,7 27.05.05 | 34,6 21.06.17 | 40,6 25.07.19 | 37 09.08.20  | 33,1 09.09.23 | 28,5 01.10.11 | 18,5 08.11.15 | 16,6 30.12.22  | 40,6 2019 |
| Précipitations (mm)                   | 75,3          | 63,3           | 65,8           | 45,8          | 68,1          | 53,2          | 58,7          | 70,2         | 50,8          | 70,4          | 78,5          | 97,1           | 797,2     |

## Urbanisme

### Typologie
Au 1er janvier 2024, Brombos est catégorisée commune rurale à habitat dispersé, selon la nouvelle grille communale de densité à sept niveaux définie par l'Insee en 2022.
Elle est située hors unité urbaine. Par ailleurs la commune fait partie de l'aire d'attraction de Beauvais, dont elle est une commune de la couronne,. Cette aire, qui regroupe 162 communes, est catégorisée dans les aires de 50 000 à moins de 200 000 habitants,.

### Occupation des sols
L'occupation des sols de la commune, telle qu'elle ressort de la base de données européenne d'occupation biophysique des sols Corine Land Cover (CLC), est marquée par l'importance des territoires agricoles (91,3 % en 2018), une proportion sensiblement équivalente à celle de 1990 (91,6 %). La répartition détaillée en 2018 est la suivante : 
terres arables (70,3 %), prairies (17 %), zones urbanisées (4,4 %), forêts (4,3 %), zones agricoles hétérogènes (4 %). L'évolution de l'occupation des sols de la commune et de ses infrastructures peut être observée sur les différentes représentations cartographiques du territoire : la carte de Cassini (XVIIIe siècle), la carte d'état-major (1820-1866) et les cartes ou photos aériennes de l'IGN pour la période actuelle (1950 à aujourd'hui).

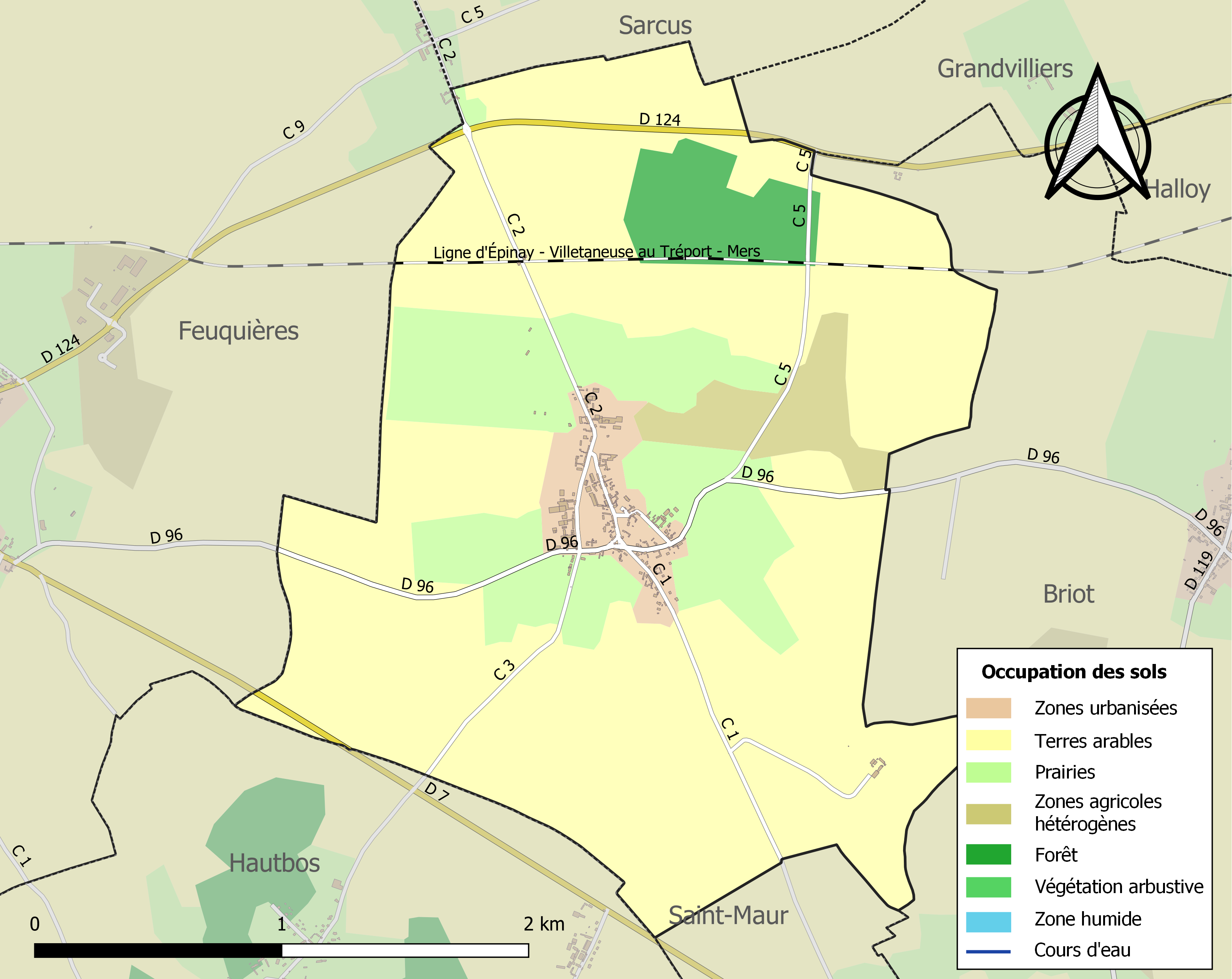
Carte des infrastructures et de l'occupation des sols de la commune en 2018 (CLC).

### Habitat et logement
En 2018, le nombre total de logements dans la commune était de 105, alors qu'il était de 105 en 2013 et de 96 en 2008.
Parmi ces logements, 88,5 % étaient des résidences principales, 2,9 % des résidences secondaires et 8,6 % des logements vacants. Ces logements étaient pour 100 % d'entre eux des maisons individuelles et pour 0 % des appartements.
Le tableau ci-dessous présente la typologie des logements à Brombos en 2018 en comparaison avec celle de l'Oise et de la France entière. Une caractéristique marquante du parc de logements est ainsi une proportion de résidences secondaires et logements occasionnels (2,9 %) supérieure à celle du département (2,5 %) et à celle de la France entière (9,7 %). Concernant le statut d'occupation de ces logements, 90,3 % des habitants de la commune sont propriétaires de leur logement (86,3 % en 2013), contre 61,4 % pour l'Oise et 57,5 pour la France entière.
| Typologie                                               | Brombos | Oise | France entière |
| ------------------------------------------------------- | ------- | ---- | -------------- |
| Résidences principales (en %)                           | 88,5    | 90,4 | 82,1           |
| Résidences secondaires et logements occasionnels (en %) | 2,9     | 2,5  | 9,7            |
| Logements vacants (en %)                                | 8,6     | 7,1  | 8,2            |

### Voies de communication et transports
La commune est traversée par la ligne d'Épinay - Villetaneuse au Tréport - Mers, qui assure des liaisons TER Hauts-de-France entre les gares de Beauvais et du Tréport-Mers.
La commune est desservie, en 2023, par les lignes 6103, 6104, 6113 et 6151 du réseau interurbain de l'Oise.

## Toponymie
Le nom de la localité est attesté sous les formes Brunus boscus ou Brunusboscus en 1148 ; Brunbosc (1148) ; Brunbos (1181) ; in granchia de Bruno bosco (XIIe) ; Brumbos (1239) ; Brunbos per saltus de Pinchonlieu (1250) ; Brunbus boscus (1276) ; prope domum de Brumbes (1322) ; Bronbos (1404) ; la grange de brunbois (1454) ; brunbos (1454) ; Brunboscus (1510) ; Brombos (1520) ; Bombos (1520) ; Brunbost (1570) ; Brombeau (1570) ; Brumbau (1667).

De l'oïl brun et de bosc « bois ».

## Histoire
Des monnaies d'or de l'époque gauloise ont été retrouvées à Brombos à la fin du XIXe siècle.
Une ancienne voie romaine allant du hameau de la Chaussée (au nord-est de Feuquières) à Saint-Maur passe par la commune, reliant Beauvais à la mer.
La seigneurie de Brombos appartenait au XIIe siècle à l'abbaye de Beaupré puis aux seigneurs de Sarcus.
En 1613, un moulin à vent appartenant à l'abbaye de Beaupré était loué par le meunier Vincent Mathon.

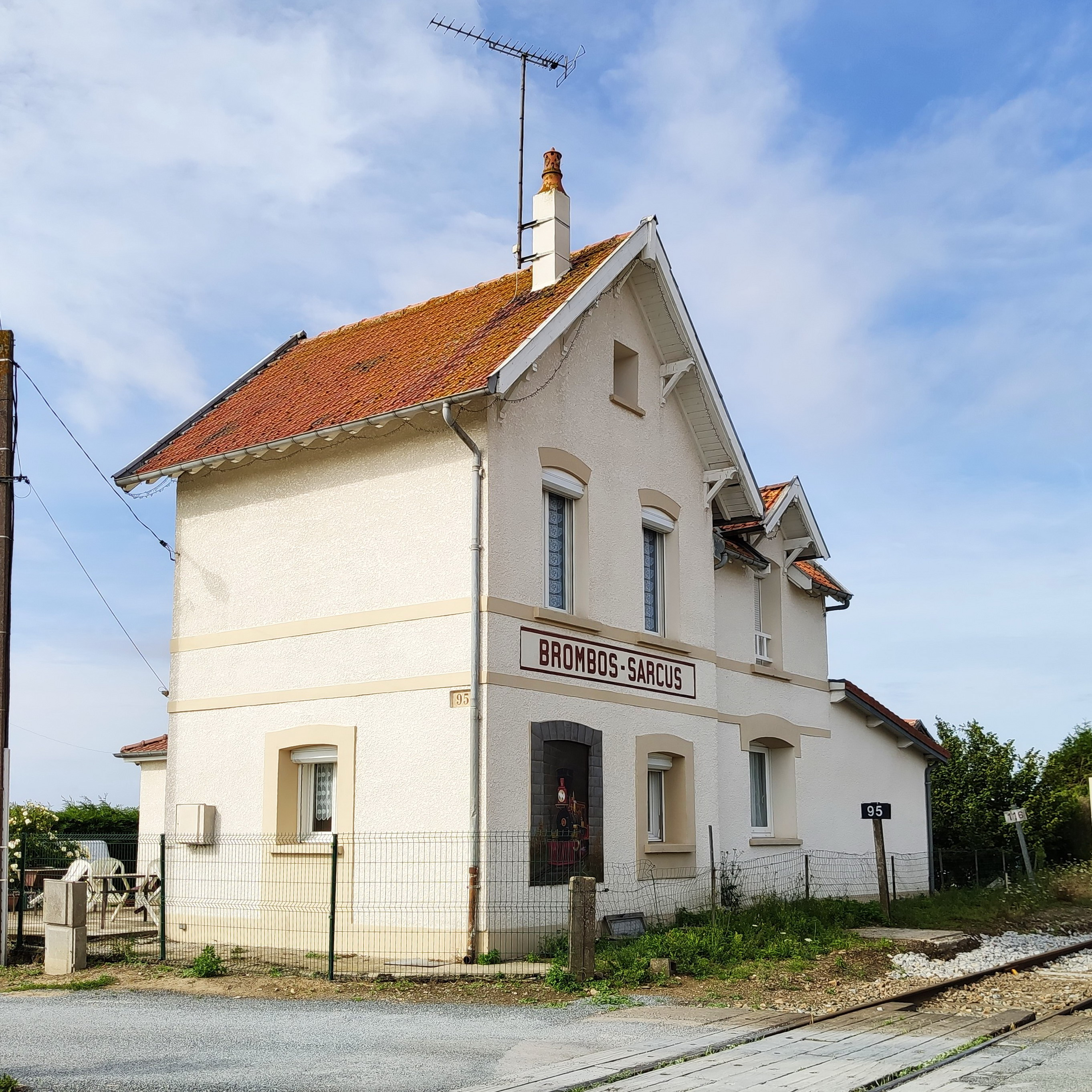
L'ancienne gare de Brombos-Sarcus en 2019.

En 1709, les habitants obtinrent en 1709 l'érection de leur chapelle en vicariat dépendant de Briot, sous l'invocation de saint Hubert.
Le village a été démembré de celui de la paroisse de Briot.
Au débit du XIXe siècle, les habitants vivaient de l'agriculture et certains confectionnaient des bas de laine, et on notait l'existence de muches, anciens souterrains de défense des habitants lors des temps troublés, près de l'église. Avant 1900, Brombos comptait deux moulins à vent et une bonneterie.
Vers 1900, il existait un boulanger, un bourrelier, deux cafés, des épiceries, un cordonnier et un maréchal. En 1934, les mêmes commerces subsistaient, le bourrelier en moins et un marchand de cycles en plus.
Durant la Seconde Guerre mondiale, l'occupant allemand aménagea des pistes d'aviations, qui, détruites par un bombardement allié en juin 1944 qui épargna les habitants, ne fut jamais utilisé.
La gare de Brombos-Sarcus, située à mi-distance des deux villages, mais sur leterritoire de Brombos, est fermée de longue date et transformée en habitation.

## Politique et administration

La communauté de communes de la Picardie verte dans le département de l'Oise

### Rattachements administratifs et électoraux
La commune se trouve dans l'arrondissement de Beauvais du département de l'Oise. Pour l'élection des députés, elle fait partie de la première circonscription de l'Oise.
Elle fait partie depuis 1793 du canton de Grandvilliers. Dans le cadre du redécoupage cantonal de 2014 en France, ce canton est modifié, passant de 23 à 101 communes.

### Intercommunalité
La commune fait partie de la communauté de communes de la Picardie verte créée le 31 décembre 1996, et qui succède notamment au SIVOM  de Grandvilliers (23 communes, créé le 6 février 1965).

### Liste des maires
| Période                                  | Période                       | Identité     | Étiquette | Qualité                                    |
| ---------------------------------------- | ----------------------------- | ------------ | --------- | ------------------------------------------ |
| Les données manquantes sont à compléter. |                               |              |           |                                            |
| avant 1962                               |                               | Eugène Tack  |           |                                            |
| Les données manquantes sont à compléter. |                               |              |           |                                            |
| mars 2001                                | En cours (au 2 décembre 2020) | Étienne Caux |           | Technicien Réélu pour le mandat 2020-2026, |

## Population et société

### Démographie

#### Évolution démographique
L'évolution du nombre d'habitants est connue à travers les recensements de la population effectués dans la commune depuis 1793. Pour les communes de moins de 10 000 habitants, une enquête de recensement portant sur toute la population est réalisée tous les cinq ans, les populations de référence des années intermédiaires étant quant à elles estimées par interpolation ou extrapolation. Pour la commune, le premier recensement exhaustif entrant dans le cadre du nouveau dispositif a été réalisé en 2007.

En 2022, la commune comptait 247 habitants, en évolution de −6,08 % par rapport à 2016 (Oise : +0,87 %, France hors Mayotte : +2,11 %).
| 1793 | 1800 | 1806 | 1821 | 1831 | 1836 | 1841 | 1846 | 1851 |
| ---- | ---- | ---- | ---- | ---- | ---- | ---- | ---- | ---- |
| 433  | 370  | 442  | 432  | 424  | 423  | 388  | 366  | 361  |

| 1856 | 1861 | 1866 | 1872 | 1876 | 1881 | 1886 | 1891 | 1896 |
| ---- | ---- | ---- | ---- | ---- | ---- | ---- | ---- | ---- |
| 323  | 311  | 304  | 261  | 234  | 227  | 226  | 211  | 204  |

| 1901 | 1906 | 1911 | 1921 | 1926 | 1931 | 1936 | 1946 | 1954 |
| ---- | ---- | ---- | ---- | ---- | ---- | ---- | ---- | ---- |
| 192  | 184  | 192  | 215  | 190  | 180  | 161  | 196  | 198  |

| 1962 | 1968 | 1975 | 1982 | 1990 | 1999 | 2006 | 2007 | 2012 |
| ---- | ---- | ---- | ---- | ---- | ---- | ---- | ---- | ---- |
| 181  | 194  | 193  | 183  | 188  | 218  | 236  | 239  | 265  |

| 2017 | 2022 | - | - | - | - | - | - | - |
| ---- | ---- | - | - | - | - | - | - | - |
| 256  | 247  | - | - | - | - | - | - | - |

#### Pyramide des âges
La population de la commune est relativement jeune.
En 2018, le taux de personnes d'un âge inférieur à 30 ans s'élève à 37,8 %, soit au-dessus de la moyenne départementale (37,3 %). À l'inverse, le taux de personnes d'âge supérieur à 60 ans est de 24,6 % la même année, alors qu'il est de 22,8 % au niveau départemental.
En 2018, la commune comptait 123 hommes pour 132 femmes, soit un taux de 51,76 % de femmes, légèrement supérieur au taux départemental (51,11 %).
Les pyramides des âges de la commune et du département s'établissent comme suit.
| Hommes | Classe d’âge | Femmes |
| ------ | ------------ | ------ |
| 0,0    | 90 ou +      | 0,0    |
| 8,1    | 75-89 ans    | 7,5    |
| 14,6   | 60-74 ans    | 18,8   |
| 21,1   | 45-59 ans    | 18,0   |
| 17,9   | 30-44 ans    | 18,0   |
| 14,6   | 15-29 ans    | 15,0   |
| 23,6   | 0-14 ans     | 22,6   |

| Hommes | Classe d’âge | Femmes |
| ------ | ------------ | ------ |
| 0,5    | 90 ou +      | 1,4    |
| 5,5    | 75-89 ans    | 7,6    |
| 15,6   | 60-74 ans    | 16,3   |
| 20,8   | 45-59 ans    | 20     |
| 19,4   | 30-44 ans    | 19,4   |
| 17,6   | 15-29 ans    | 16,2   |
| 20,6   | 0-14 ans     | 19,1   |

### Enseignement

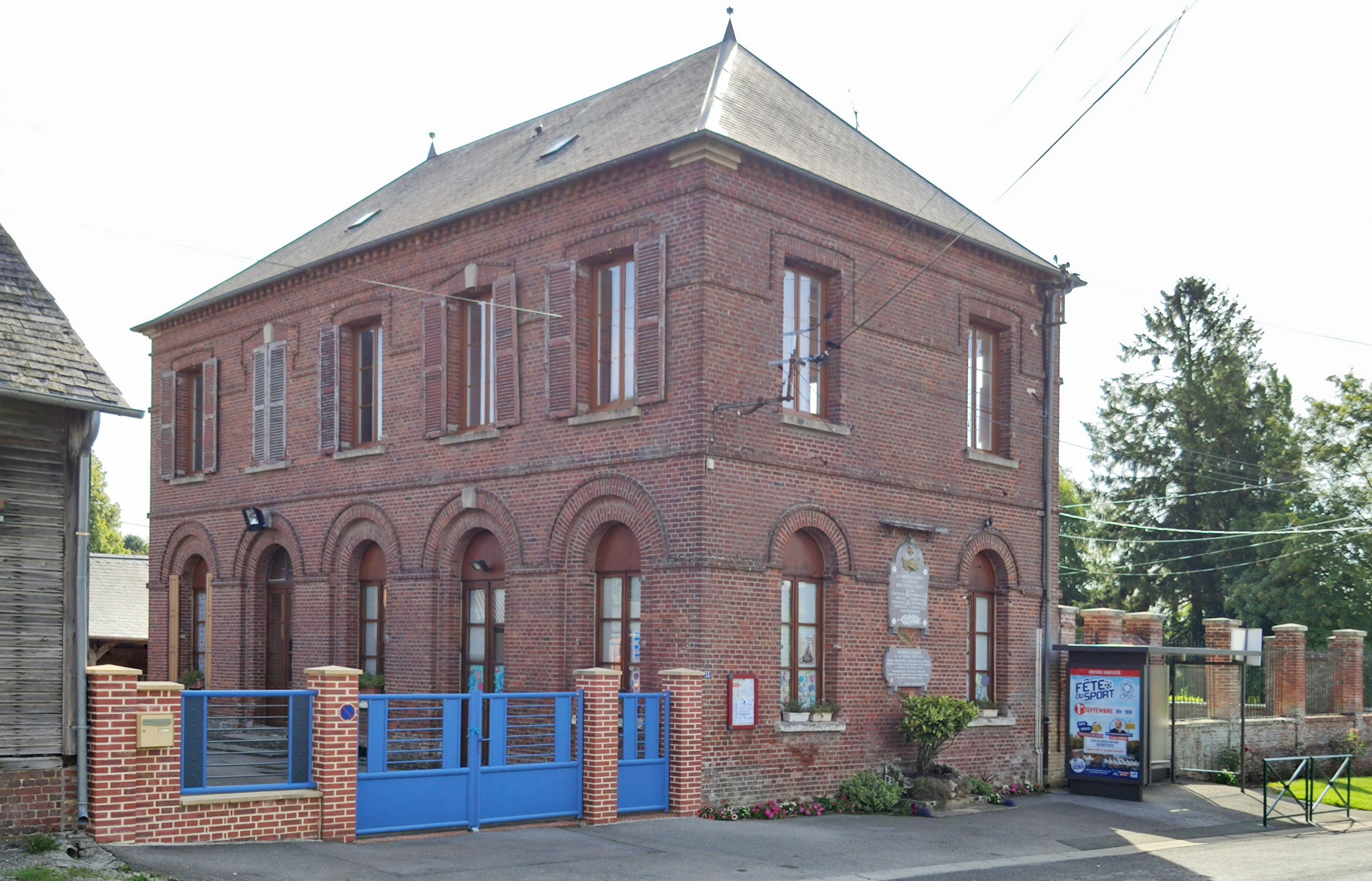
La mairie-école.

Les enfants de la commune sont scolarisés au sein d'un regroupement pédagogique administré par un syndicat scolaire qui regroupe Briot, Brombos, Halloy et Thieuloy-Saint-Antoine.

## Économie
Le village ne compte en 2019 qu'un seul commerce, une boulangerie.

## Culture locale et patrimoine

### Lieux et monuments

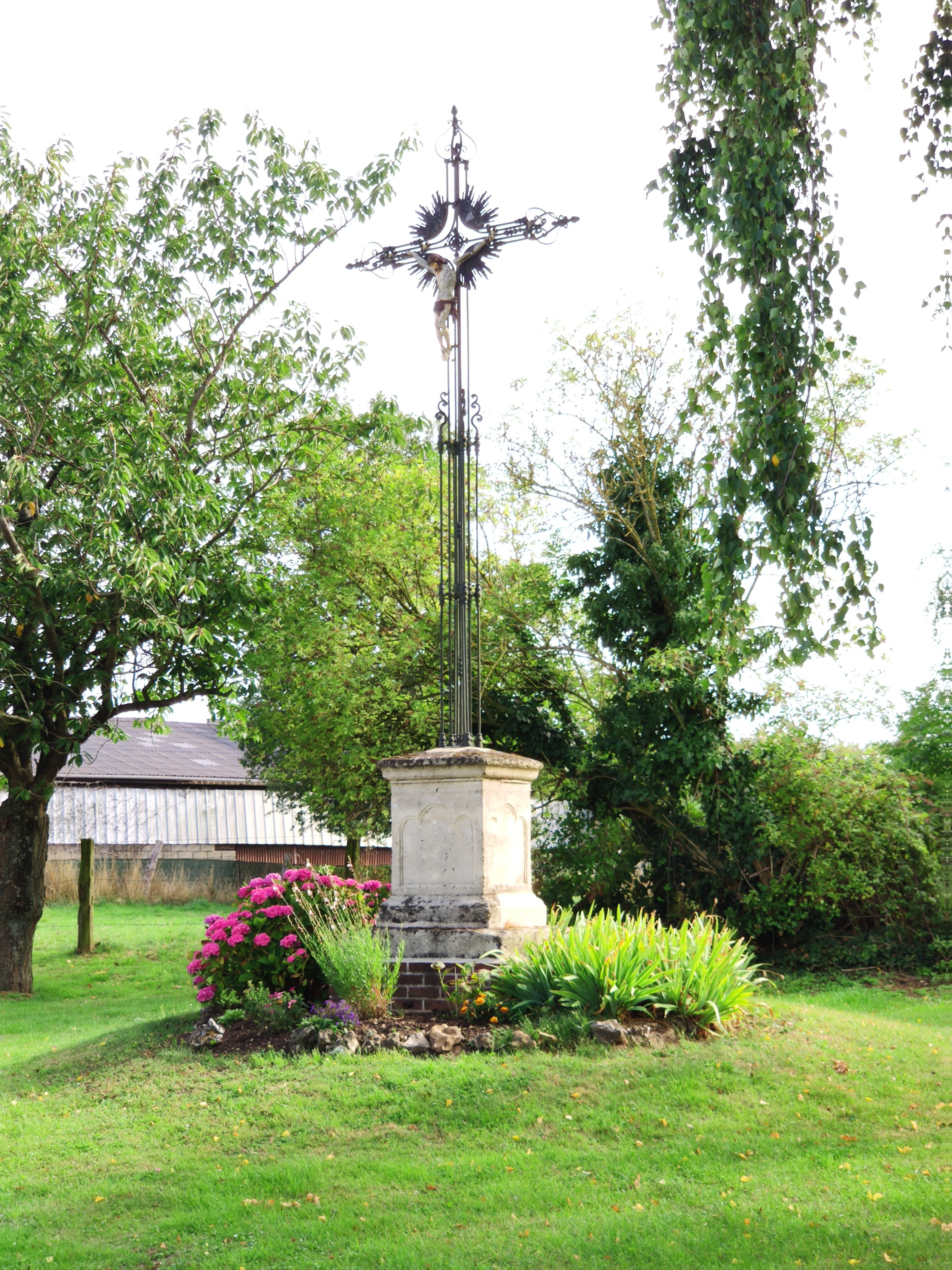
Calvaire fleuri, rue de la Gare.

- Église Saint-Hubert des XVIIe et XVIIIe siècles, dont la nef, plus élevée que le chœur plus ancien, date de 1751. Elle succède à la chapelle Saint-Hubert, mentionnée au XVIIe siècle dont elle a vraisemblablement conservé le chœur, et est élevée en brique, pierre de taille, moellon et silex.

Elle est constituée d'un chœur à chevet polygonal, flanqué d'une sacristie  et d'une nef plus large. Une charpente de flèche traverse le voûtement et les deux versants du comble. Le faîte du choeur, s'amortit plus bas sur le pignon Est. L'ensemble est couvert en ardoise. Le chœur a été repeint au XIXe siècle. L'église contient un groupe sculpté du XVIe siècle, représentant la Trinité.

L'église Saint-Hubert
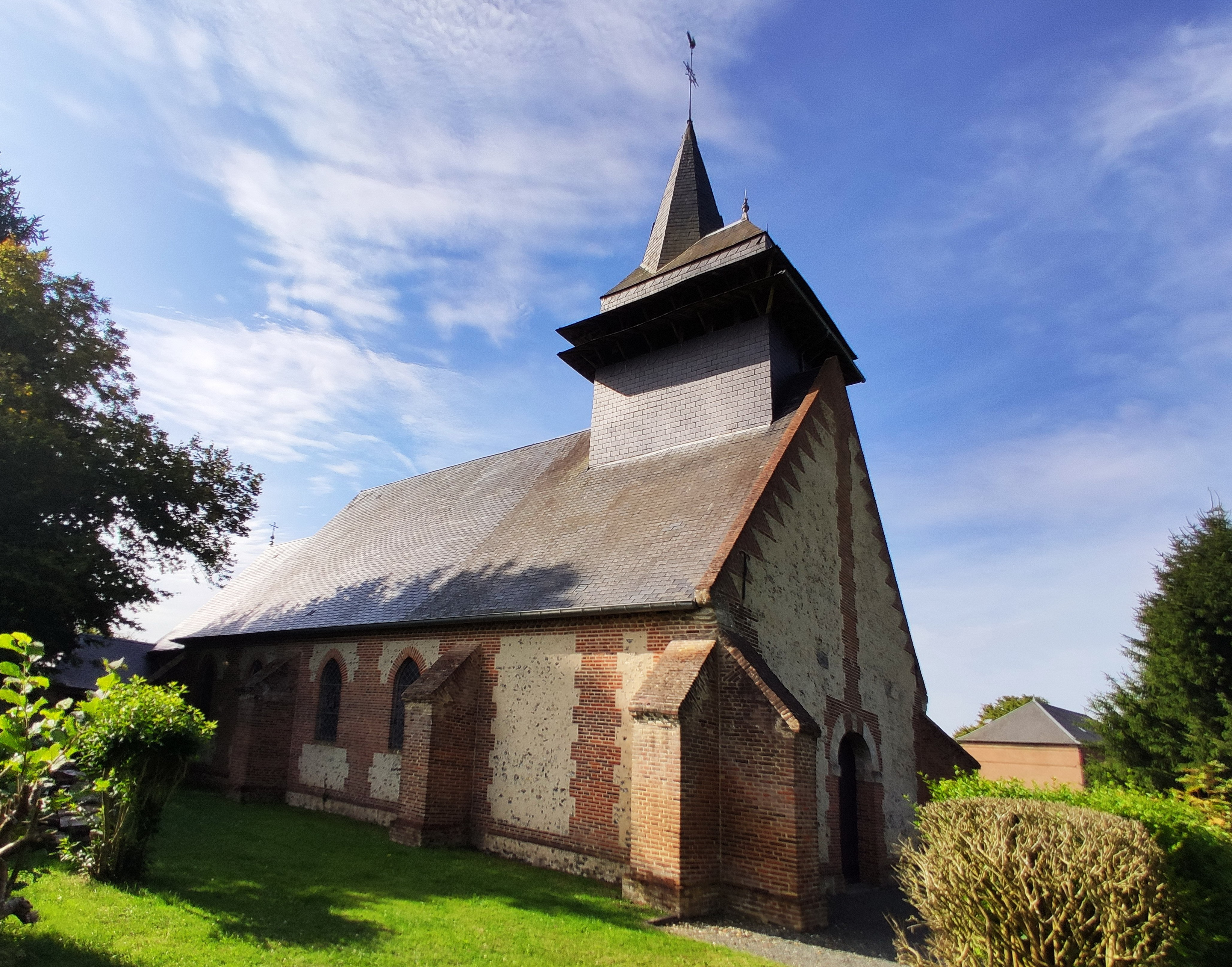
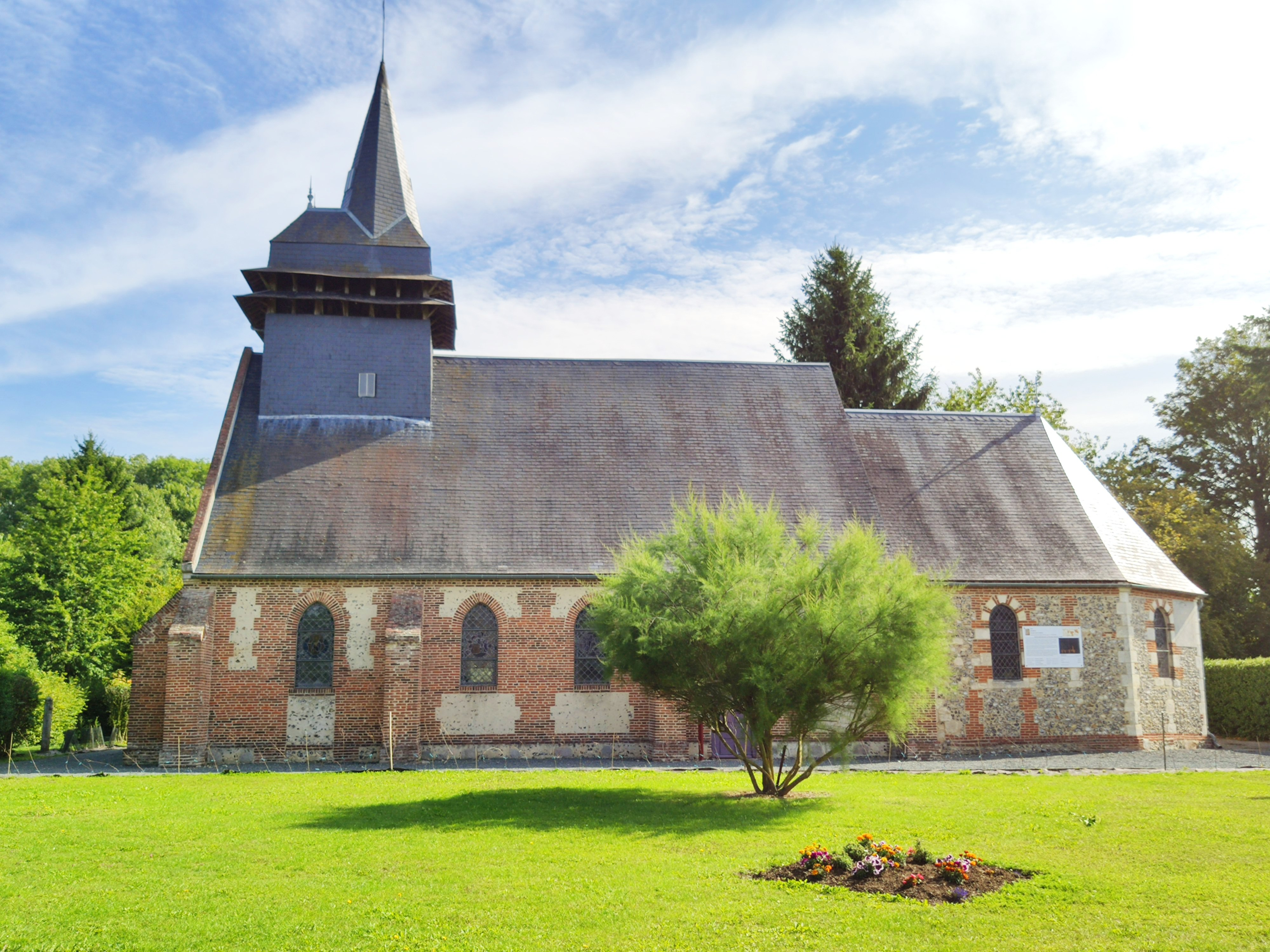
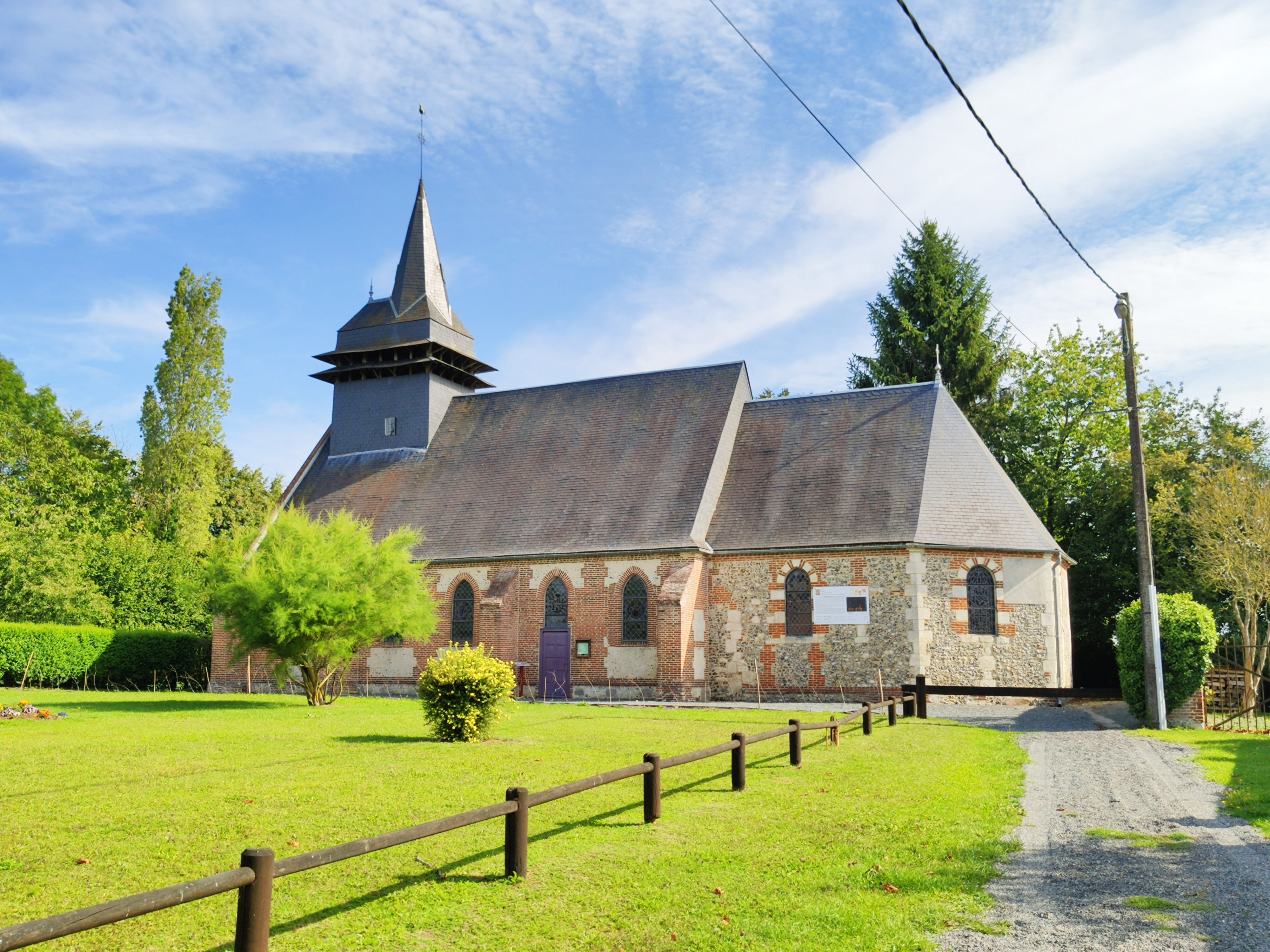

- Les mares.
- L'ancienne gare de Brombos-Sarcus, désaffectée et transformée en habitation.

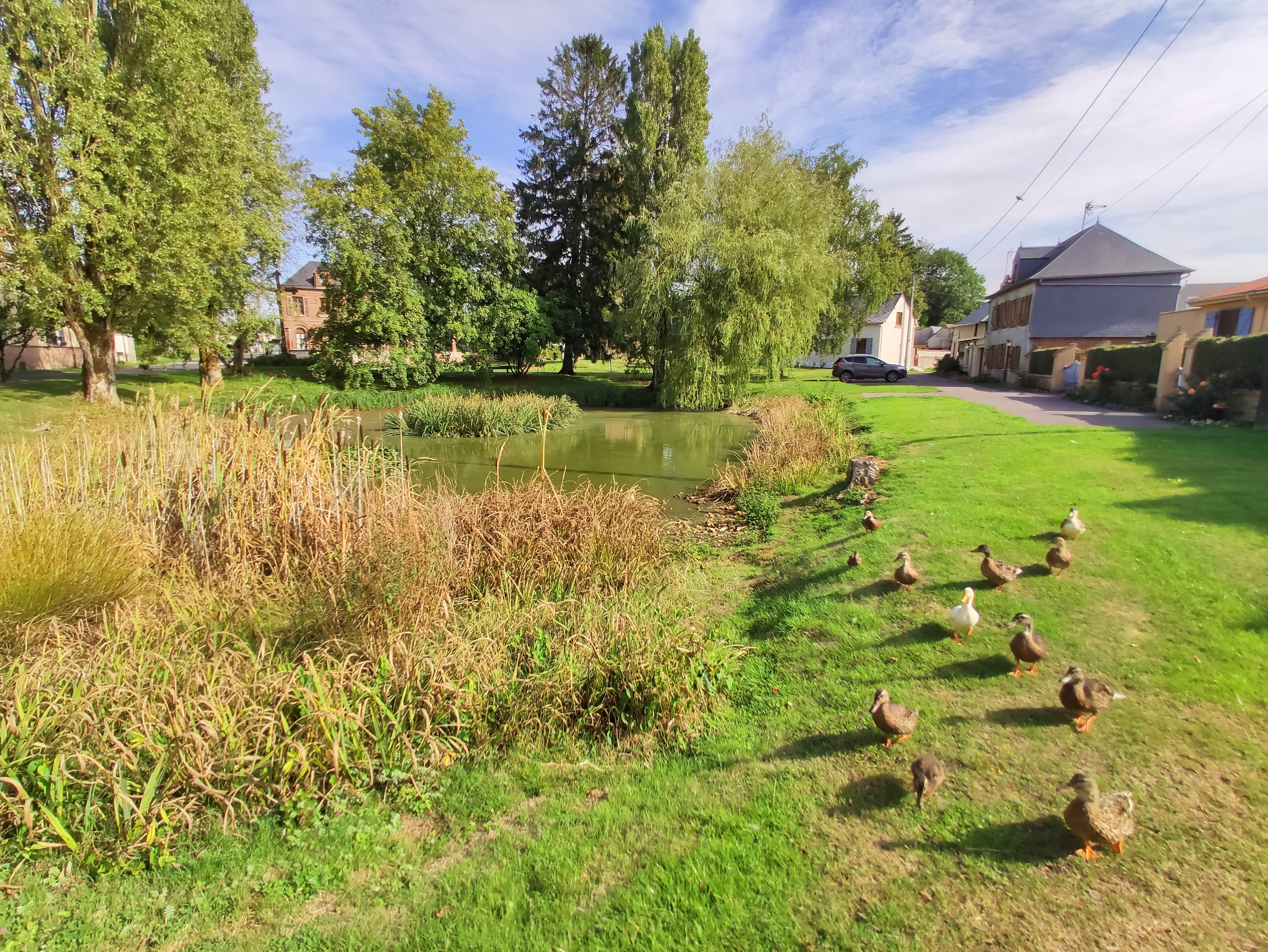
Mare de la Rue de la Ville.
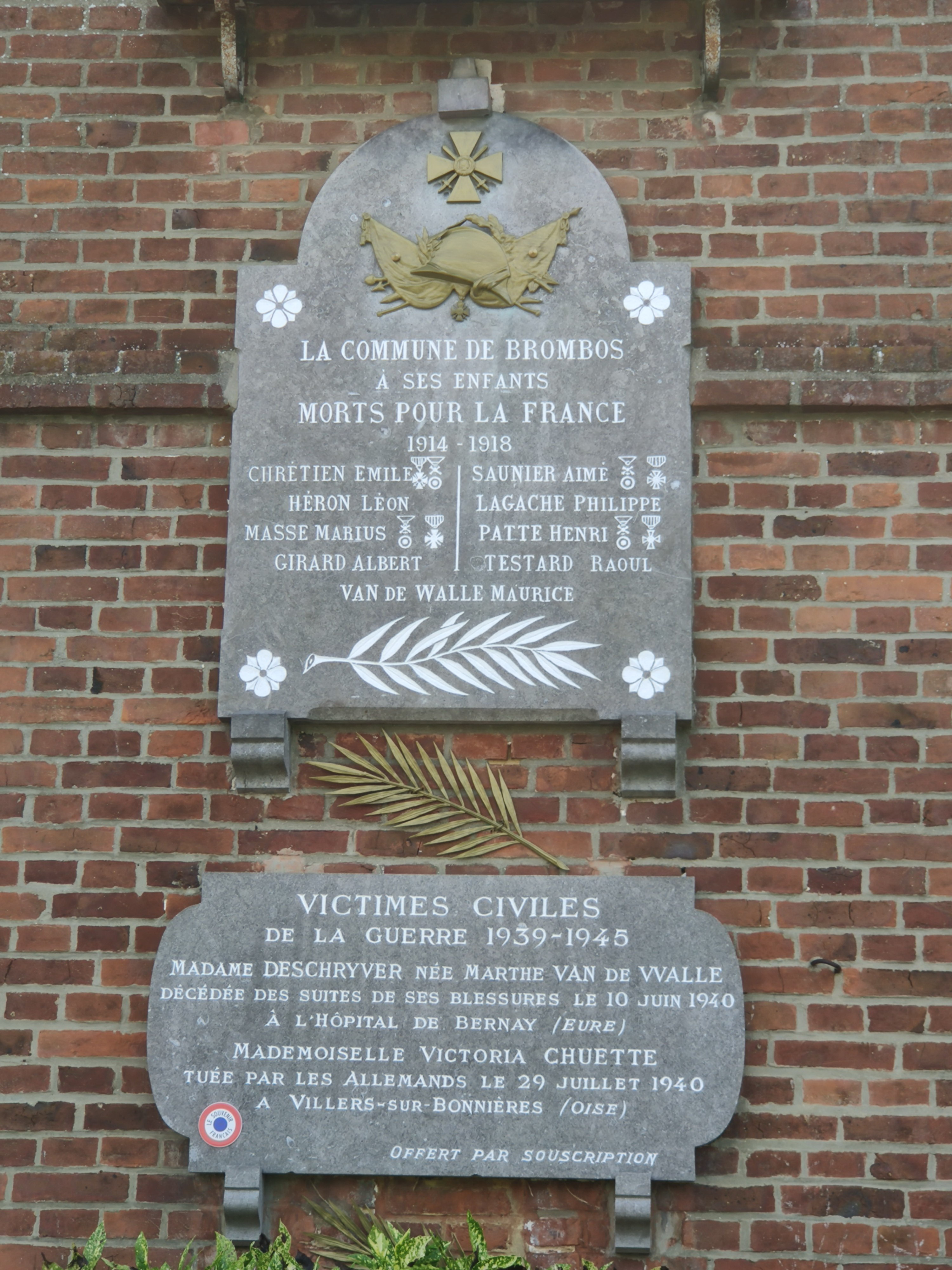
Monument aux morts, sur le pignon de la mairie.
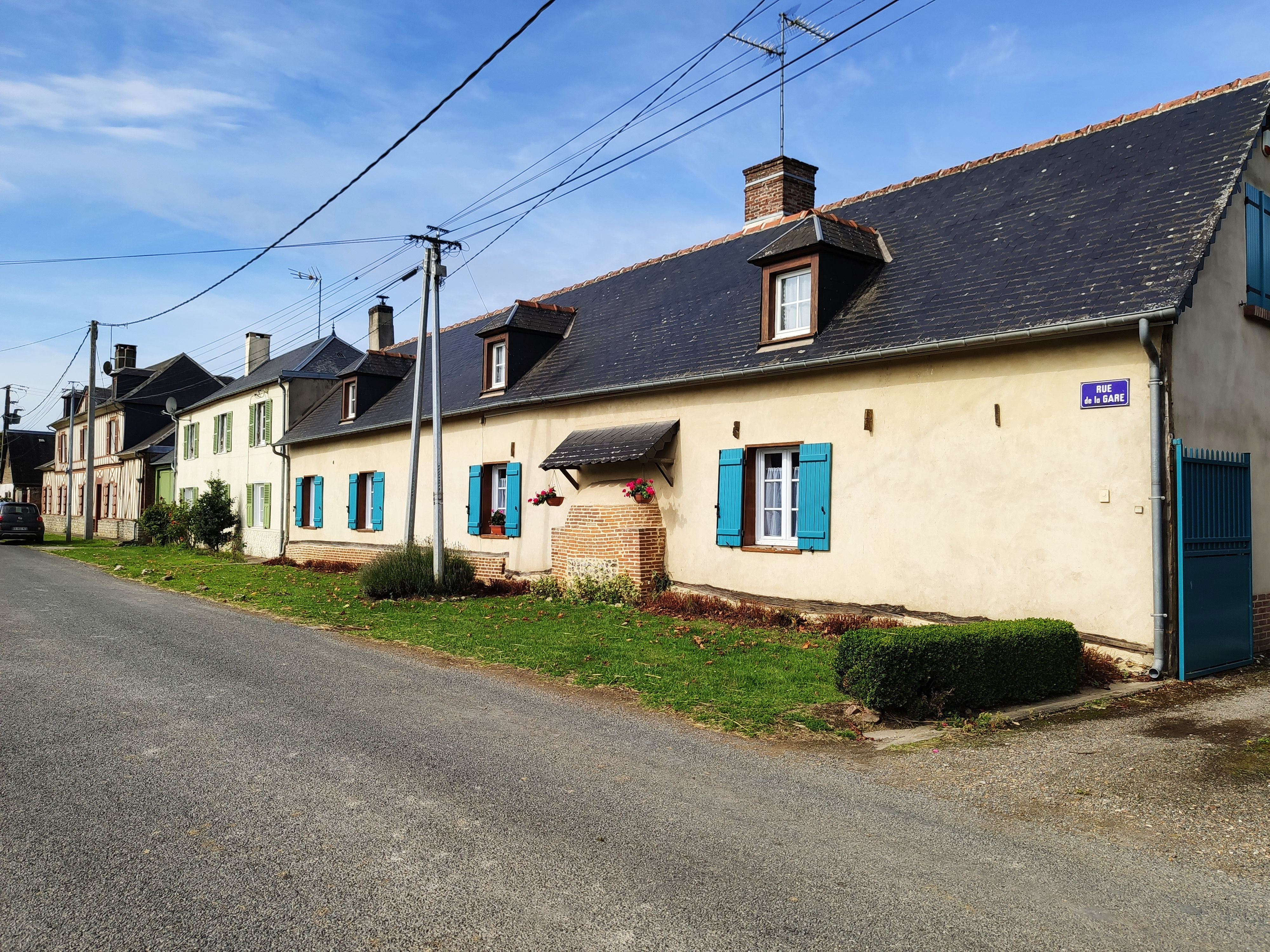
Maison ancienne, et son four à pain proéminent.

### Personnalités liées à la commune
Pierre Brisse, curé réfractaire de Boran-sur-Oise, né le 3 août 1722 à Brombos, massacré à Paris après avoir été emprisonné  à la prison des Carmes 1792, a été béatifié en 1926.